# Salsola coquimbana
Salsola coquimbana är en amarantväxtart som beskrevs av Juan Ignacio Molina. Salsola coquimbana ingår i släktet sodaörter, och familjen amarantväxter. Inga underarter finns listade i Catalogue of Life.